# Państwowa Akademia Nauk Stosowanych we Włocławku
Państwowa Akademia Nauk Stosowanych we Włocławku (do 2019 roku: Państwowa Wyższa Szkoła Zawodowa we Włocławku, od 2019 do 31 sierpnia 2022 Państwowa Uczelnia Zawodowa we Włocławku) – polska publiczna uczelnia zawodowa powstała 1 lutego 2002 we Włocławku na podstawie rozporządzenia Rady Ministrów dnia 20 września 2001.
Od 2005 uczestniczy w programie Erasmus.

## Wydziały
Aktualnie akademia oferuje możliwość kształcenia na kierunkach studiów pierwszego stopnia (studia licencjackie i inżynierskie), drugiego stopnia i studiach podyplomowych prowadzonych w ramach czterech wydziałów i jednostek ogólnouczelnianych:
- Nauk Społecznych i Humanistycznych
- Nauk Ekonomicznych i Prawnych
- Nauk Inżynieryjno-Technicznych
- Nauk o Zdrowiu

Jednostki ogólnouczelniane:
- Studium języków obcych
- Studium wychowania fizycznego i sportu
- Centrum studiów podyplomowych i doskonalenia zawodowego

## Kierunki kształcenia
Studia pierwszego stopnia licencjackie i inżynierskie
- Nowe media i e-biznes
- finanse i rachunkowość
- Pielęgniarstwo
- Filologia, Specjalność: Filologia angielska
- Pedagogika
- Administracja
- Zarządzanie
- Informatyka
- Mechanika i budowa maszyn
- Inżynieria zarządzania

Studia jednolite magisterskie
- Prawo
- Pedagogika przedszkolna i wczesnoszkolna

Studia drugiego stopnia  - magisterskie
- Pielęgniarstwo

Aktualnie (rok akademicki 2019/2020) uczelnia oferuje kształcenie na studiach podyplomowych m.in.: Inspektor ochrony danych osobowych, Skuteczne zarządzanie, Resocjalizacja i socjoterapia, Przygotowanie pedagogiczne, Logopedia, Rachunkowość i controlling.

## Pozostałe jednostki ogólnouczelniane
- Biblioteka – mieści się przy ul. Mechaników 3. W chwili obecnej zgromadzony księgozbiór liczy blisko 41 tysięcy woluminów. Biblioteka udostępnia także 154 tytuły czasopism krajowych i zagranicznych, z czego 47 stanowi bieżącą prenumeratę. Dużą część zbiorów stanowi literatura obcojęzyczna[2].
- Wydawnictwo – podstawowym zadaniem Wydawnictwa jest publikowanie prac naukowych i dydaktycznych pracowników Uczelni, podręczników, skryptów i materiałów z konferencji organizowanych przez Uczelnię. publikuje również dwa tytuły czasopism naukowych. Najstarszą serią wydawniczą, której pierwszy tom ukazał się w 2006 roku, są Zeszyty Naukowe. Zbliżenia Cywilizacyjne. Nową inicjatywę, rozwijaną przez kadrę Instytutu Nauk o Zdrowiu, stanowią Innowacje w Pielęgniarstwie i Naukach o Zdrowiu, wydawane od roku 2016. Od 2010 roku Wydawnictwo współpracuje z Kujawsko-Pomorską Biblioteką Cyfrową, na platformie której zamieszcza swoje zdigitalizowane publikacje[3]

## Baza lokalowa
- Rektorat ul. 3 Maja 17
- Budynek dydaktyczny ul. Mechaników 3
- Budynek dydaktyczny i Dom Studenta ul. Obrońców Wisły 1920r. 21/25
- Centrum Nauk Technicznych i Nowoczesnych Technologii - ul. Energetyków 30. W Centrum realizowane są kierunki studiów o profilu praktycznym, takie jak: Informatyka, Mechanika i budowa maszyn, Inżynieria zarządzania, Nowe media i e-biznes[4].

## Poczet rektorów
1. 2002–2011: prof. dr hab. Tadeusz Bolesław Dubicki – historyk (historia najnowsza Polski, historia powszechna XX w.)
2. 2011–2015: prof. dr hab. Krzysztof Antoni Kuczyński – filolog (filologia germańska, niemcoznawstwo)
3. 2015–2019: dr Małgorzata Ewa Legiędź-Gałuszka – socjolog (komunikowanie społeczne)
4. od 2019: dr Robert Musiałkiewicz – prawnik (prawo finansów publicznych)

## Władze Uczelni
- Rektor: dr Robert Musiałkiewicz
- Prorektor ds. Nauczania i Studentów: dr Ewa Podlewska

## Odznaczenia i wyróżnienia
PWSZ we Włocławku uzyskała srebrny certyfikat „Uczelnia Liderów” w ogólnopolskim konkursie dla szkół wyższych. Sejmik województwa kujawsko-pomorskiego odznaczył PWSZ we Włocławku Honorową Odznaką „Zasłużony dla Województwa Kujawsko-Pomorskiego.